# یلان سینه
یلان سینه در شاهنامهٔ فردوسی، نام سردار بهرام چوبین در نبرد با ساوه‌شاه و پژموده است که بهرام را سزاوار تاج و تخت دانست. او مهران دبیر را در بند کرد و به نزد بهرام برد. یلان سینه در نبرد با خسرو پرویز پیوسته حضور داشت.
او همراه با بهرام به مرو گریخت. چون بهرام زخم خورد، با گردیه رهسپار ایران گشت. در میانهٔ راه، سپاه ترکان را شکست داد و در فرجام گردیه را برای گستهم خواستگاری کرد.
فردوسی در ابیاتی از شاهنامه از یلان سینه یاد کرده، که بیت زیر از آن جمله است:
| یکی [بُد که] نامش یلان سینه بود |  | کجا سینه و دل، پُر از کینه بود |